# Šogun
Šogun je naslov u feudalnom Japanu. Odnosi se na feudalne vojskovođe koje su ponekad imale veće ovlasti od cara.
Šogun je sastavljen od dvije riječi, sho- što znači "general" i gun što znači "vojska".
Puni naziv tog čina je sei-i-taishogun što označava "generala koji je pobijedio istočne barbare".
Pod nazivom istočni barbari podrazumijevali su se narodi koji još nisu bili podvrgnuti carskoj vlasti. Naravno, to je bilo tijekom razdoblja Heian.
Prvi japanski šogun je Minamoto no Yoritomo koji je uspostavio šogunat i smjestio ga u grad Kamakura.
Nakon smrti njegove obitelji, šogun je postala nasljedna funkcija pojedinih vladarskih obitelji.
Ipak, morali su ispuniti nekoliko uvjeta: Ujediniti Japan pod jednim daimyom, biti iskusan vojskovođa i biti u srodstvu s Minamotovom obitelji. Ako nije bilo srodstva, onda mu je bio dodijeljen naslov regenta.
Posljednji šogun odstupio je 1868. godine tijekom revolucije Meiji.